# Psathyrellaceae
Famille
Les Psathyrellaceae sont une famille de champignons basidiomycètes de l’ordre des Agaricales, regroupant les anciennes Coprinaceae aux côtés des Psathyrelles, dont le genre type a dû être démantelé avec la création de 14 nouvelles espèces (voir plus bas à Systématique).

## Caractéristiques
Sporée brun sombre, brun violacé à noire. Basidiocarpe souvent fragile, voire déliquescent. Voile partiel présent (mais souvent fugace ou absent). Voile général parfois présent. Lames adnées à sublibres, non nuageuses,.

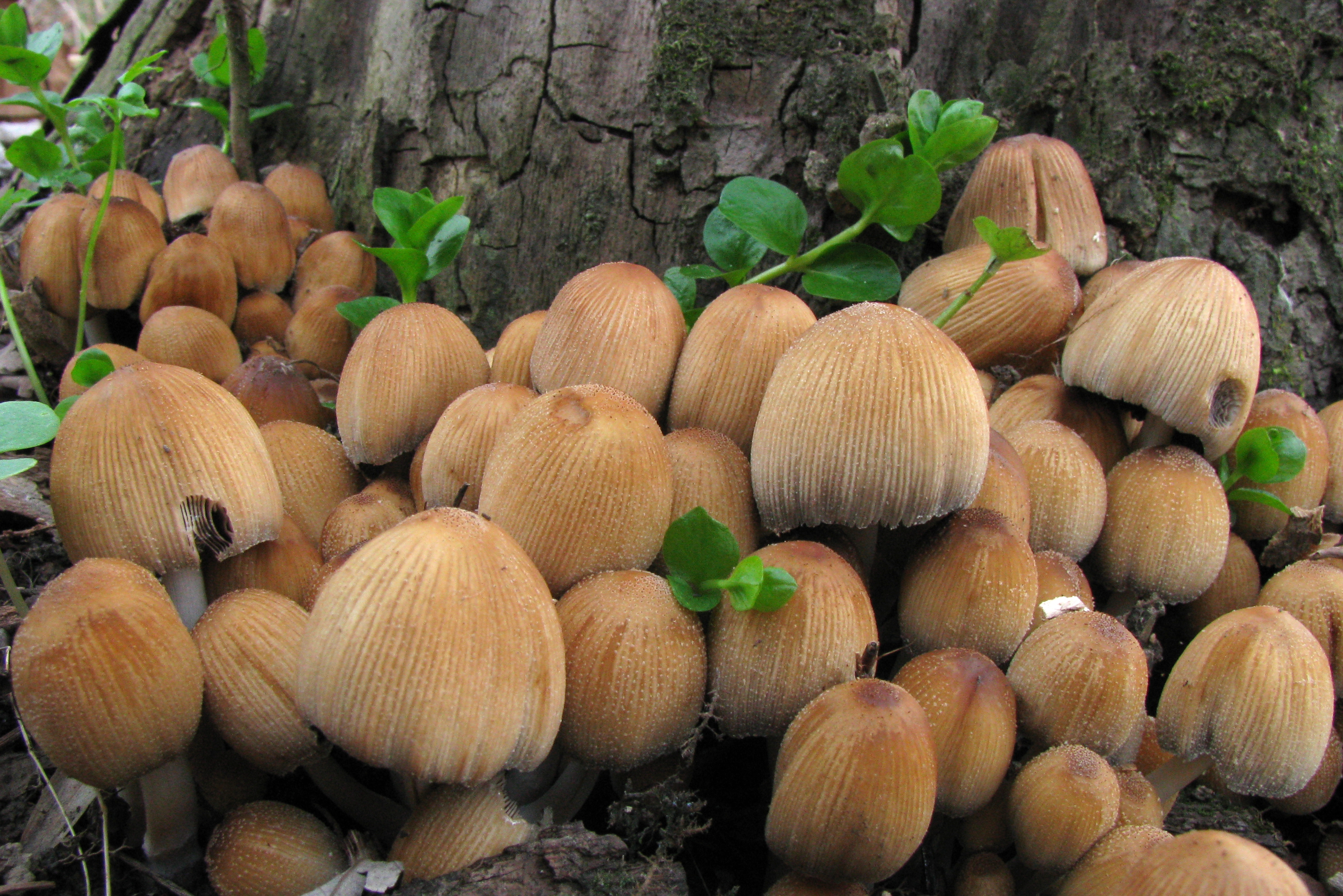
Coprinellus micaceus
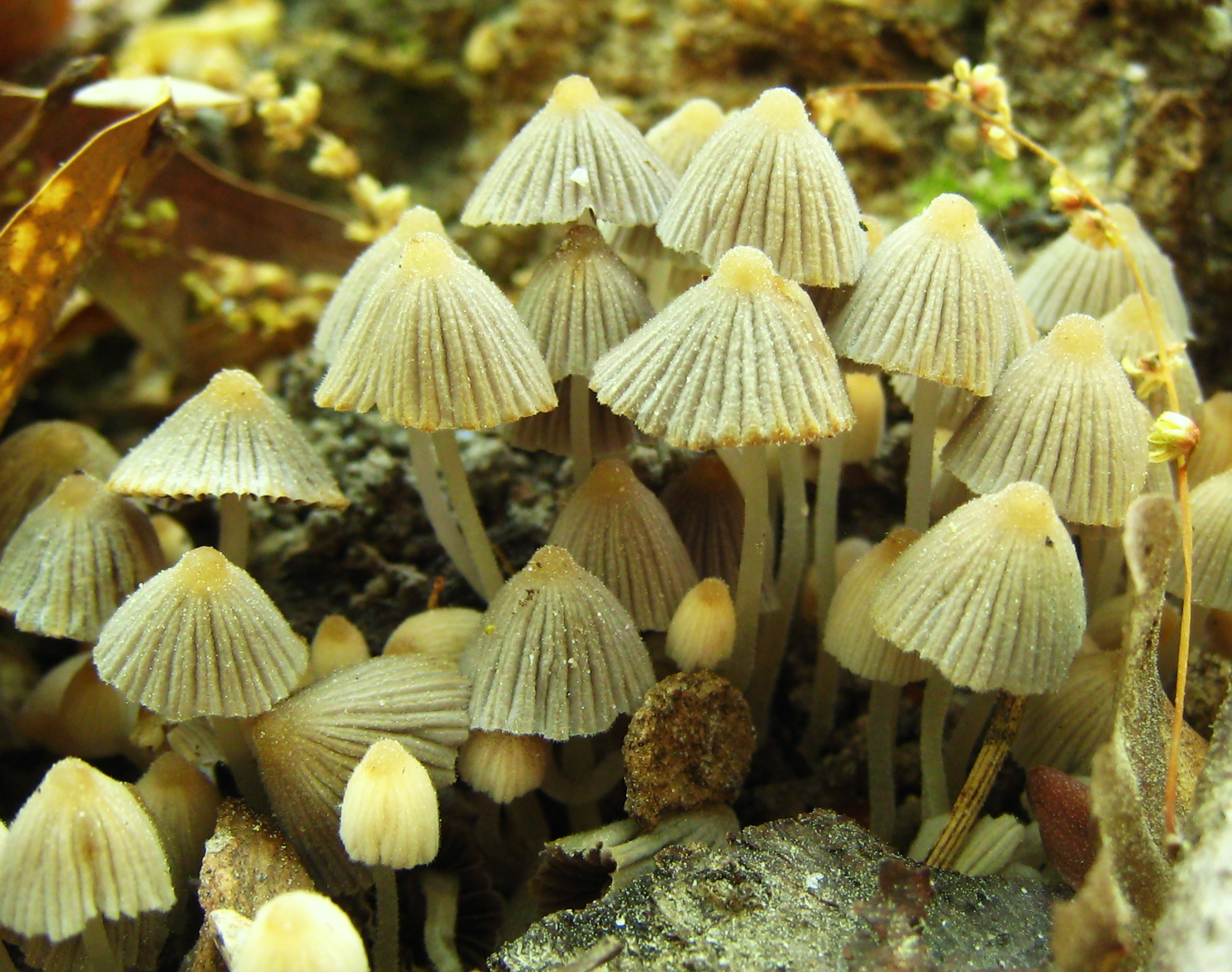
Coprinopsis atramentaria
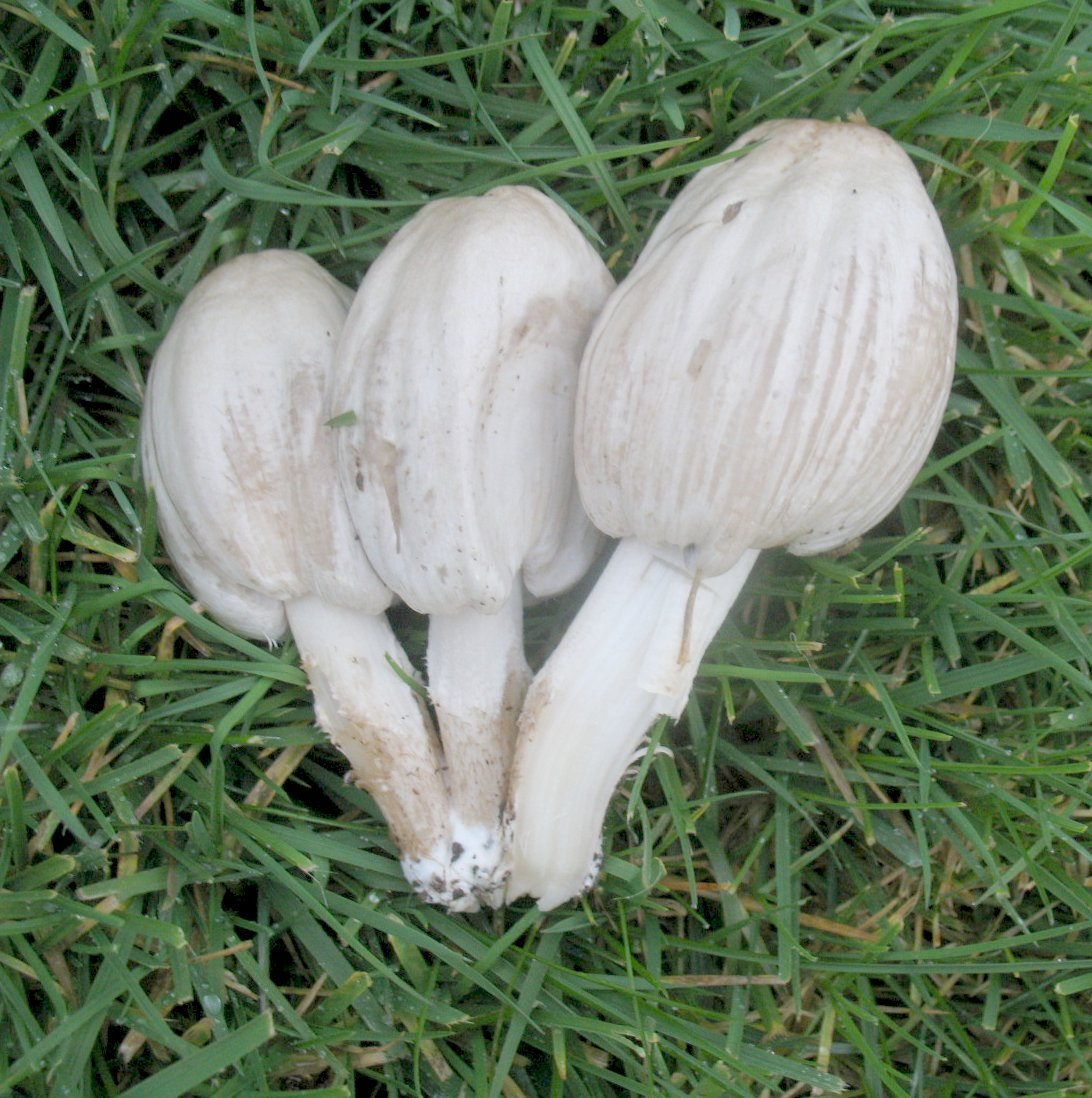
Coprinopsis atramentaria
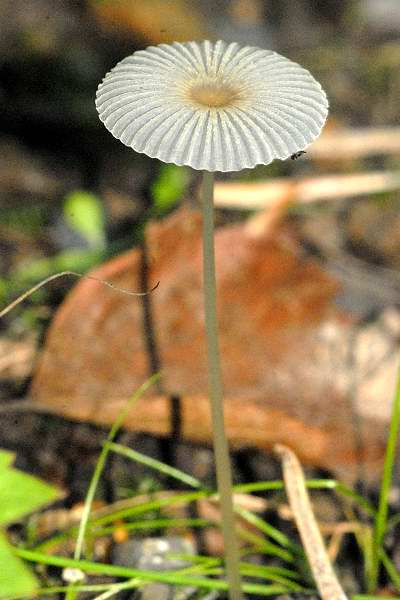
Parasola leiocephala
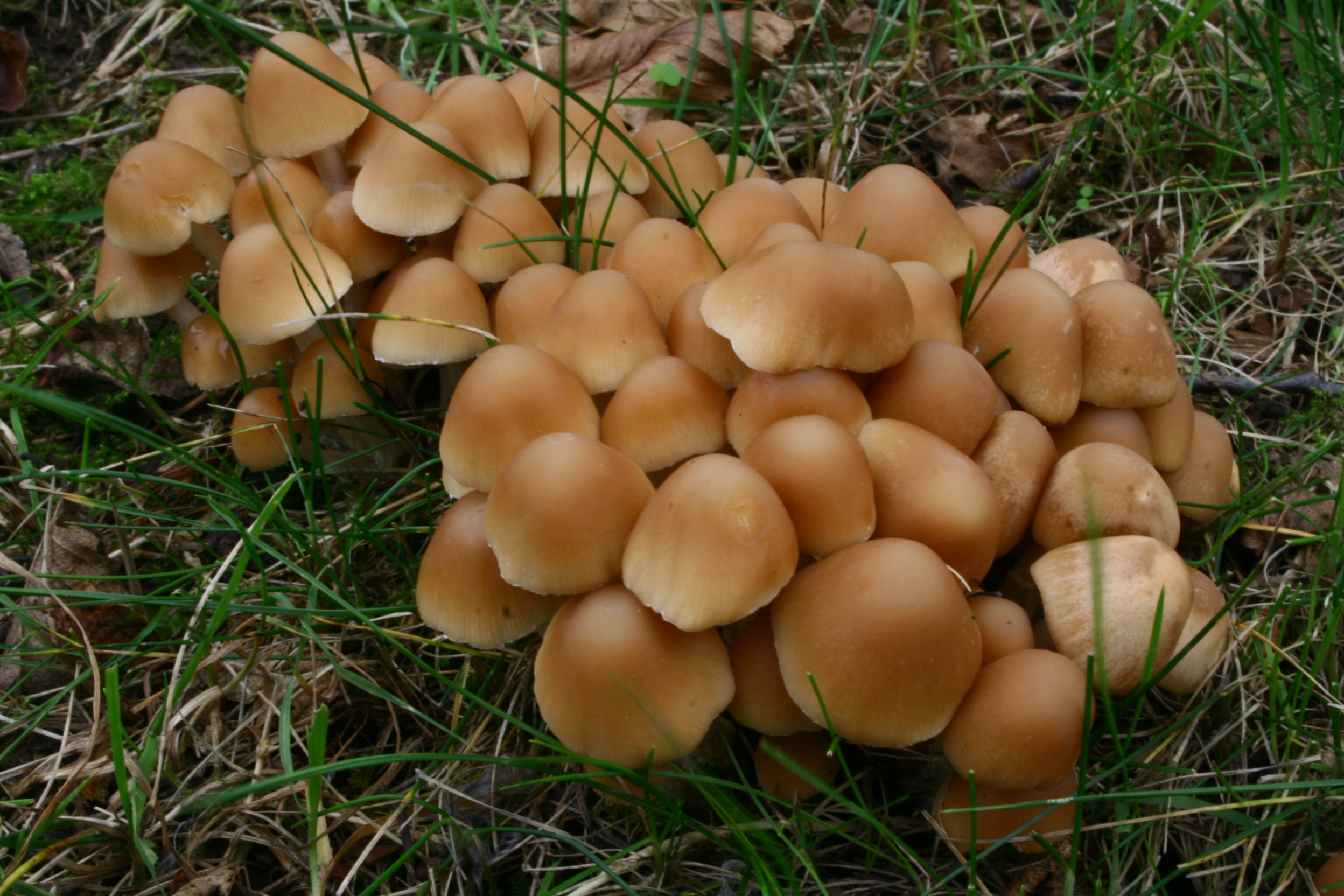
Psathyrella multipedata
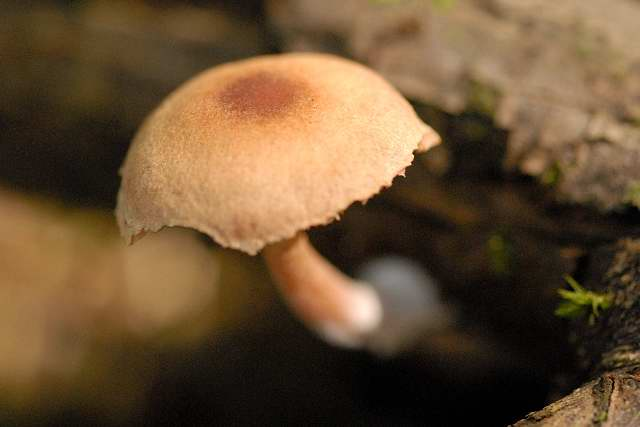
Psathyrella artemisiae
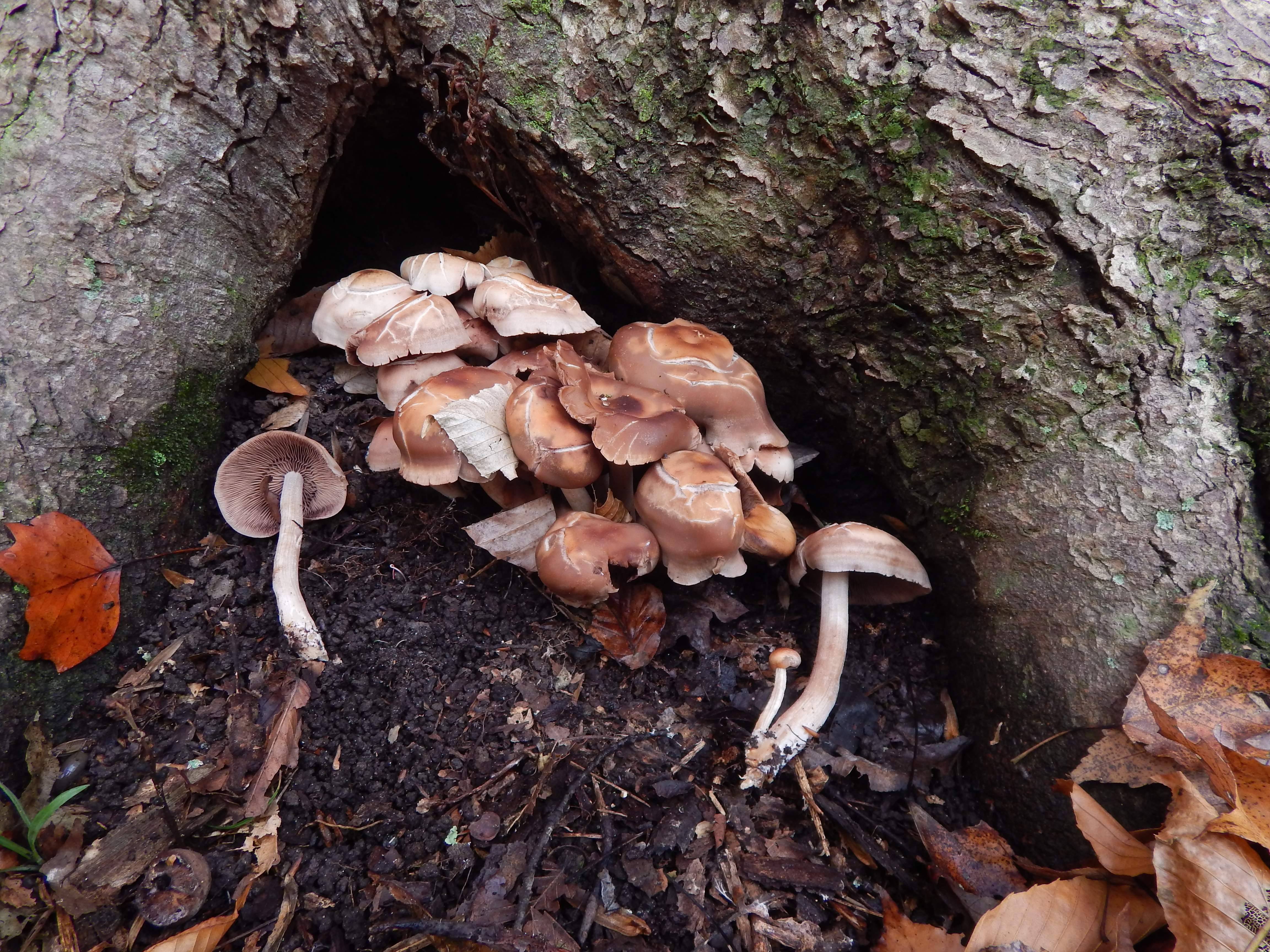
Homophron spadiceum

## Systématique
L’éclatement du genre Coprinus et la redistribution de ses espèces dans les genres Coprinellus, Coprinopsis et Parasola ayant constitué une « révolution » systématique fondée sur des données  moléculaires, il aura fallu près de 15 ans pour établir la cohérence des nouveaux genres et comprendre comment les Psathyrella s’organisaient par rapport aux lignées coprinoïdes dans cette famille confuse des Psathyrellaceae afin de trouver des définitions pertinentes pour chacun de ces genres,.

## Liste des genres
Selon Catalogue of Life (29 octobre 2013) :
- genre Astylospora
- genre Coprinellus
- genre Coprinopsis
- genre Cystoagaricus
- genre Gasteroagaricoides
- genre Homophron
- genre Hormographiella
- genre Lacrymaria
- genre Macrometrula
- genre Mythicomyces
- genre Ozonium
- genre Palaeocybe
- genre Parasola
- genre Psathyrella
- genre Pseudocoprinus

Selon NCBI (29 octobre 2013) :
- genre Coprinellus
- genre Coprinopsis
- genre Parasola
- genre Psathyrella
- incertae sedis